# Zrno (geologie)
Zrno je pojem, který se v petrografii užívá pro krystalické součásti hornin nebo pro polykrystalické struktury – krystality.

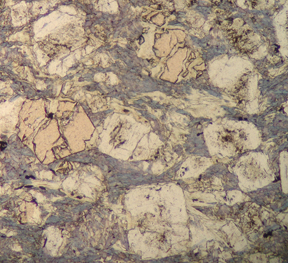
Mikroskopický snímek modré břidlice

Primární zrna vznikají, když krystaly ztuhnou v tavenině, ve které jim okolní krystaly brání ve volném růstu. Ztuhnou na polykrystalickou strukturu, většinou s mikroskopickou velikostí zrn. Sousední krystality polykrystalu se liší v orientaci své krystalické struktury.
Na nábrusech leštěných a kyselinou upravených vzorků hornin lze přechody z jednoho krystalu do druhého, tedy hranice zrn, vidět jako tmavé čáry nebo barevné změny.
Zrnitá struktura rud je typická pro rudy tvořené jedním nebo více rudními nerosty, vyvinutými v zrnech více méně pevně mezi sebou spojených, ale dobře makroskopicky pozorovatelných. Příkladem zrnité struktury rud mohou být magnetovcové rudy ze skarnů na Českomoravské vysočině, některé chromitové rudy a jiné.
Sekundární zrna se vytvoří ze zrn primárních vysokpu teplotou a tlakem při rekrystalizaci. Jako zrna se označují také částice sedimentárních hornin.
Zrnitá struktura sedimentů je převážně druhotného původu. Vznikla rekrystalizací původně koloidního, kalového a jiných sedimentů intenzivním orientovaným dorůstáním zrn (například v kvarcitech). Nejhojněnji se vyskytuje u karbonátových hornin, především u vápenců. Méně často bývá primární povahy, jako například u některých solí, sádrovce a u hornin, které vznikly přímou krystalizací z roztoku.

## Omezení zrn
Je to důležitý znak magmatických minerálů, u nichž se rozlišuje
- omezení vlastními krystalovými plochami, tj. minerály krystalizovaly velmi raně a nebyly ve svém růstu omezovány (např. vyrostlice) – pak jde o tzv. omezení idiomorfní, synonyma: euhedrální, automorfní;

- minerály jsou jen částečně omezeny krystalovými plochami – omezení hypidiomorfní (synonyma: subhedrální, hypauto-morfní)

- minerály nemají vlastní krystalové tvary, tj. krystalizovaly v prostoru zbylém mezi minerály starší generace – omezení alotriomorfní (synonyma anhedrální, xenomorfní).[4]